# Rhabditis gongyloides
Rhabditis gongyloides is een rondwormensoort uit de familie van de Rhabditidae. De wetenschappelijke naam van de soort is voor het eerst geldig gepubliceerd in 1928 door Reiter.